# テレザ・マリノワ
テレザ・マリノワ (Тереза Маринова、1977年9月5日-)は、ブルガリアの陸上競技選手。2000年シドニーオリンピック女子三段跳の金メダリストである。世界ジュニア陸上選手権で優勝経験のある選手であり、2013年6月現在も世界ジュニア記録（14.62m）を保持している。

## 実績
| 年   | 大会                     | 場所                         | 種目   | 結果 | 記録   |
| ---- | ------------------------ | ---------------------------- | ------ | ---- | ------ |
| 1996 | 世界ジュニア陸上選手権   | シドニー（オーストラリア）   | 三段跳 | 1位  | 14.62m |
| 1998 | ヨーロッパ陸上選手権     | ブダペスト（ハンガリー）     | 三段跳 | 3位  | 14.50m |
| 2000 | オリンピック             | シドニー（オーストラリア）   | 三段跳 | 1位  | 15.20m |
| 2001 | 世界室内陸上選手権       | リスボン（ポルトガル）       | 三段跳 | 1位  | 14.91m |
| 2001 | 世界陸上選手権           | エドモントン（カナダ）       | 三段跳 | 3位  | 14.58m |
| 2001 | IAAFグランプリファイナル | メルボルン（オーストラリア） | 三段跳 | 1位  | 14.77m |
| 2002 | ヨーロッパ室内陸上選手権 | ウィーン（オーストリア）     | 三段跳 | 1位  | 14.81m |

## 自己ベスト
- 三段跳（屋外）　15.20m　（2000年9月24日）
- 三段跳（室内）　14.91m　（2001年3月11日）
- 走幅跳（屋外）　6.46m　 （2000年7月2日）
- 走幅跳（室内）　6.53m　 （2002年2月9日）